# Liste der Monuments historiques in Frôlois
Die Liste der Monuments historiques in Frôlois führt die Monuments historiques in der französischen Gemeinde Frôlois auf.

## Liste der Immobilien
| Bezeichnung                 | Beschreibung                                                                                    | Standort                                         | Kennzeichnung | Schutzstatus | Datum     | Bild           |
| --------------------------- | ----------------------------------------------------------------------------------------------- | ------------------------------------------------ | ------------- | ------------ | --------- | -------------- |
| Château de Frôlois          | Burg, 13. und 14. Jahrhundert; Corps de Logis, 17. Jahrhundert; mit Teilen der Innenausstattung | Frôlois, Grande Rue (Lage)                       | PA00112470    | Inscrit      | 1977 1991 | weitere Bilder |
| Wegekreuz                   | Stein, 15. Jahrhundert                                                                          | Frôlois, Grande Rue (Lage)                       | PA00112471    | Inscrit      | 1925      | weitere Bilder |
| Kirche St-Pierre-et-St-Paul | aus dem 13. Jahrhundert                                                                         | Frôlois, rue de l’Eglise (Lage)                  | PA00112472    | Inscrit      | 1925      | weitere Bilder |
| Wohnhaus                    | Wohnhaus mit Figurennische bezeichnet 1681, und Pietà, 16. Jahrhundert oder früher              | Corpoyer-les-Moines, 3 rue de la Fontaine (Lage) | PA00112473    | Classé       | 1934      |                |

## Liste der Objekte
| Bezeichnung                   | Beschreibung                                                       | Standort                                           | Kennzeichnung | Schutzstatus | Datum | Bild |
| ----------------------------- | ------------------------------------------------------------------ | -------------------------------------------------- | ------------- | ------------ | ----- | ---- |
| Skulptur Christus in der Rast | Kalkstein, farbig gefasst, 16. Jahrhundert                         | Frôlois, in der Kirche St-Pierre-et-St-Paul (Lage) | PM21001269    | Classé       | 1931  |      |
| Glocke                        | Bronze, 1746 gegossen                                              | Frôlois, in der Kirche St-Pierre-et-St-Paul (Lage) | PM21001270    | Classé       | 1943  |      |
| Retabel                       | Holz, Stuck, 18. Jahrhundert                                       | Vaubuzin, in der Kapelle St-Blaise (Lage)          | PM21001271    | Classé       | 1978  |      |
| Skulptur Madonna mit Kind     | Kalkstein, 14. Jahrhundert                                         | Frôlois, 6 rue de Miracle (Lage)                   | PM21001272    | Classé       | 1919  |      |
| Pietà                         | Kalkstein, mittelalterlich (?)                                     | Corpoyer-les-Moines; 3 rue de la Fontaine (Lage)   | Kalkstein     | Classé       | 1934  |      |
| Skulptur Heiliger Sebastian   | Stein, farbig gefasst, 16. Jahrhundert                             | Frôlois, in der Kirche St-Pierre-et-St-Paul (Lage) | PM21003520    | Inscrit      | 1974  |      |
| Hauptaltar                    | mit Baldachin; Holz, farbig gefasst und vergoldet, 18. Jahrhundert | Frôlois, in der Kirche St-Pierre-et-St-Paul (Lage) | PM21003405    | Inscrit      | 1972  |      |
| Kruzifix                      | Holz, farbig gefasst, 17. Jahrhundert                              | Frôlois, in der Kirche St-Pierre-et-St-Paul (Lage) | PM21003406    | Inscrit      | 1972  |      |